# Сладковский сельсовет
Сладковский сельсовет — сельское поселение в Илекском районе Оренбургской области Российской Федерации.
Административный центр — село Сладково.

## История
9 марта 2005 года в соответствии с законом Оренбургской области № 1899/341-III-ОЗ образовано сельское поселение Сладковский сельсовет, установлены границы муниципального образования.

## Население
| 2010 | 2012 | 2013 | 2014 | 2015 | 2016 | 2017 |
| ---- | ---- | ---- | ---- | ---- | ---- | ---- |
| 773  | ↗778 | ↘767 | ↗770 | ↘758 | ↘757 | ↗768 |
| 2018 | 2019 | 2020 | 2021 |      |      |      |
| ↘754 | ↘721 | ↘717 | ↘712 |      |      |      |

## Состав сельского поселения
| № | Населённый пункт | Тип населённого пункта       | Население |
| - | ---------------- | ---------------------------- | --------- |
| 1 | Сладково         | село, административный центр | ↘712      |